# Catch the Wind
Singles de Donovan
Colours
(1965)
Catch the Wind est une chanson écrite et interprétée par le chanteur folk écossais Donovan.

## Histoire
Dans une interview de 1989, Donovan explique le sujet de la chanson :

« Catch The Wind, je l'ai écrite pour Linda [Lawrence, sa future épouse], alors que je ne l'avais pas encore vraiment rencontrée. C'est une chanson qui parle d'un amour non rendu, mais je ne l'avais pas encore vraiment rencontrée, alors comment pouvait-elle me manquer ? Il semble que j'écrive des chansons prophétiques, à l'image du poète celte, et j'ai écrit cette chanson avant de rencontrer Linda, sur un amour que j'aurais aimé connaître et perdre. »

Catch the Wind est sortie en single au Royaume-Uni en mars 1965, avec Why Do You Treat Me Like You Do? en face B : c'est la première publication de Donovan, alors âgé de dix-neuf ans. Le single se classe quatrième. Sorti quelques mois plus tard aux États-Unis, il atteint la 23e place du classement Billboard Hot 100.
Il existe plusieurs versions de Catch the Wind. Le single original, enregistré en février 1965, comprend une section d'instruments à cordes de l'Orchestre philharmonique de Londres. Donovan a enregistré une seconde fois la chanson en mars 1965, cette fois-ci sans les cordes ; cette version est celle qui apparaît sur le premier album du chanteur, What's Bin Did and What's Bin Hid, sorti en mai de la même année.
Quelques années plus tard, en 1968, une nouvelle version de Catch the Wind est enregistrée pour les besoins de la compilation Donovan's Greatest Hits, la maison de disques Epic n'ayant pu obtenir les droits sur la version originale de la chanson. Cette troisième version, plus lente, est produite par Mickie Most. Elle est remplacée dans les rééditions CD les plus récentes de la compilation (Epic, 1999 ; Columbia, 2002) par l'enregistrement original.

## Reprises et réutilisations
Catch the Wind a été reprise par :
- Chet Atkins (album More of That Guitar Country, 1965)
- Joan Baez et sa sœur Mimi Fariña
- Mike Berry (single, 1970)
- The Blues Project (single, 1966)
- Cher (album Chér, 1966)
- Peter Fonda (face B du single November Night, 1967)
- Sammy Hagar (album Sammy Hagar, 1977)
- Susanna Hoffs (face B du single All I Want, 1996)
- The Irish Descendants (album Gypsies and Lovers, 1995)
- Eartha Kitt (single, 1972)
- The Lettermen (album Traces / Memories, 1970)
- Buck Owens (album Bridge Over Troubled Water, 1971)
- Paul Revere & The Raiders (album Just Like Us!, 1965)
- Johnny Rivers (album Johnny Rivers Rocks the Folk, 1965)
- Katey Sagal (album Room, 2004)
- The Spill Canvas (EP Denial Feels So Good, 2007)
- We Five (album Catch the Wind, 1970)

Catch the Wind est également utilisée dans le film Mytho-Man (2009).